# Protesilaus (bướm)
Protesilaus là một chi bướm ngày thuộc họ Bướm phượng. Chúng là loài bản địa của châu Mỹ.

## Các loài
- Protesilaus aguiari (d'Almeida, 1937)
- Protesilaus earis (Rothschild & Jordan, 1906)
- Protesilaus glaucolaus (H. W. Bates, 1864)
- Protesilaus helios (Rothschild & Jordan, 1906)
- Protesilaus leucosilaus (J. Zikán, 1937)
- Protesilaus marcosilaus (Gray, [1853])
- Protesilaus polops (Rothschild& và Jordan, 1906)
- Protesilaus orthosilaus (Weymer, 1899)
- Protesilaus protesilaus (Linnaeus, 1758)
- Protesilaus stenodesmus (Rothschild & Jordan, 1906)
- Protesilaus telesilaus (C. Felder & R. Felder, 1864)

## Hình ảnh

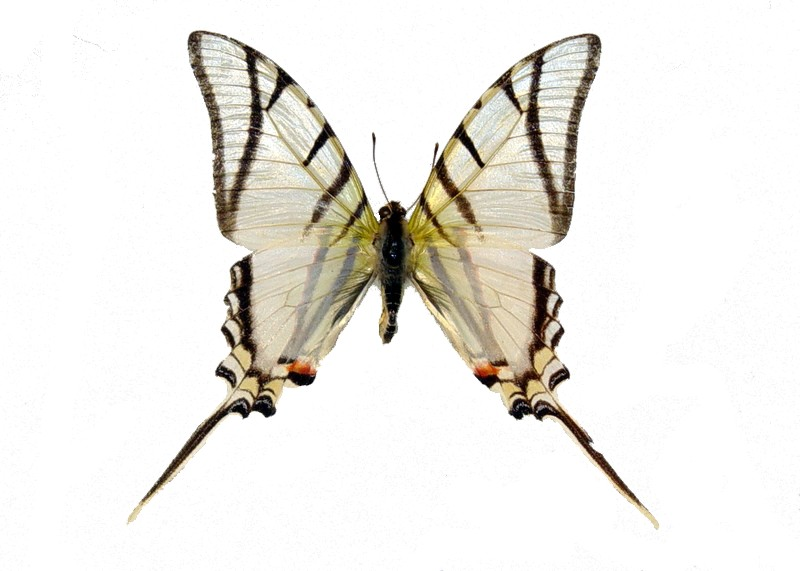